# Rutas de la vida
Rutas de la vida es una serie de antología dramática mexicana producida por Rafael Urióstegui para TV Azteca en el 2022, siendo una historia original de Luis Felipe Ybarra. La serie se estrenó por Azteca 7 el 14 de marzo de 2022 y finalizó el 7 de julio del mismo año. El 31 de diciembre de 2022, se anunció la renovación de la serie para una segunda temporada.

## Premisa
Rutas de la vida aborda las historias que suceden día a día en el transporte público en general, el cual, tanto el chófer como el pasajero un minuto antes de abordar o de bajar del transporte, en un semáforo en rojo, por giros del destino se les puede cambiar la vida.

## Reparto
En cada episodio tendrá como invitados actores que aparecido en la televisión, como:
- Alberto Casanova como Patricio[4]
- Julio Casado como Mateo[4]
- Ignacio Riva Palacio como Aurelio[4]
- Simone Victoria como Doña Socorro
- David Ponce como El Mojarra
- Mario Alberto Monroy como El Sayayin
- Itari Marta como Ludivina
- Ricardo Reynaud como Armando
- Magalli Boysselle como Gloria
- Fabiana Perzabal como la Detective Fernández
- Laura de Ita como Chole
- Maribel Fernández «La Pelangocha» como Pelancho[4][8]
- Carlos Millet como Clodomiro
- Alejandra Maldonado como Enfermera
- Horacio Colomé como Héctor[9]
- Guillermo Nava como Charlie[4]
- Álex Durán como Joel[10]
- Claudia Arce como Alba
- Carla Carrillo como Belinda
- Francisco Angelini como Renzo Salgado[4]
- Bárbara Falconi como Gloria
- Vanessa Acosta como Dana[4]
- Rodolfo Valdés como Gabriel
- Luis Yeverino como Daniel
- Mariana Ávila como Natalia[11]
- Emmanuel Okaury como Daniel
- Susana Diazayas como Alejandra
- Adrián Rubio como Ulises
- Tomás Goros como Aliosán
- Fran Meric como Tonantzin / Soraya
- Alejandra Lazcano como América
- Pilar Ixquic Mata como Doña Fabiana
- Mayra Rojas como Concha[4]
- Joan Kuri como Braulio
- María Fernanda García como Melissa[4]
- Diana Quijano como Vanesa
- Anabel Ferreira como la Madre superiora[4]
- Tania Niebla como Bichota
- Marco Treviño como Eufra
- Lorena del Castillo como Valeria
- Iker García como Adrián
- Moisés Suárez como El Aguaslocas
- Mayra Sierra como Diana
- Renata Manterola como Sabrina

## Producción
La serie fue anunciada a inicios de enero de 2021 por TV Azteca, siendo originalmente presentado como parte de lo nuevo de la programación de Azteca 7 en el 2021. La producción de la serie inició rodaje el 4 de noviembre de 2021, en una locación en la Ciudad de México, mientras que el rodaje en foro se inició a inicios de enero de 2022, en los foros de Azteca Estudios. La serie esta dirigida por Mauricio Meneses y Gerardo Gómez, acompañados por un equipo de escritores conformados por Alejandra Urdiain, José Ramón Méndez y la edición literaria de Natalia Núñez Silvestri, la cual, consta de 60 episodios producidos.

## Episodios
| N.º | Título                       | Dirigido por         | Escrito por                                      | Fecha de emisión original | Audiencia (millones) |
| --- | ---------------------------- | -------------------- | ------------------------------------------------ | ------------------------- | -------------------- |
| 1 | «Vivir otra vida»            | Mauricio Meneses     | Pilar Obón                                       | 14 de marzo de 2022       | —                    |
| Reparto: Alberto Casanova como Patricio, Julio Casado como Mateo, Fernando Garzafox como Román, Adriana Cardeña como Amelia, Fernanda Bentley como Xochitl, José Luis Huerta como Apolonio, Fausto Casanova como Pasajero. |                              |                      |                                                  |                           |                      |
| 2 | «Segunda oportunidad»        | Mauricio Meneses     | Denisse Pfeiffer                                 | 15 de marzo de 2022       | —                    |
| Reparto: Sandra Quiroz como Erika, Diana Llano como Isabel, Gutemberg Brito como Shawn, José Antonio López Tercero como Moisés, Stana Carrillo como Samara, Andrés Estrada como Gonzalo, Tabata Campos como Gladys. |                              |                      |                                                  |                           |                      |
| 3 | «El celular»                 | Mauricio Meneses     | José Ramón Menéndez                              | 16 de marzo de 2022       | —                    |
| Reparto: Héctor Muñóz como Israel, María Fernanda Tosky como La Warror, Ana Laura Espinoza como Carmela, Viridiana Robles como Zulema, Carlos Álvarez como Licenciado, Rodolfo Palacios como Memo, Daniel Chávez como Policía. |                              |                      |                                                  |                           |                      |
| 4 | «Los especiales»             | Mauricio Meneses     | Pilar Obón                                       | 17 de marzo de 2022       | —                    |
| Reparto: Antón Araiza como Juan López, Patricia Fernández como Talía, Joaquín Emmanuel como Álvaro, Dolores Ugarte como Margarita, Agustín Lezama como Director, Epy Vélez como Mía, Sara Manni como Toñita. |                              |                      |                                                  |                           |                      |
| 5 | «Amanecer»                   | Mauricio Meneses     | Alejandra Urdiain                                | 21 de marzo de 2022       | 0.82                 |
| Reparto: Alejandra Toussaint como Juventina, Liz Cervantes como Daniela, Catalina Salas como María, Andrés Torrano como Adrián, Sara Montalvo como Sara, Andrea Ornellas como Viridiana, Maia Sanmiguel como Amiga, Jonathan Ruvalcaba como Óscar. |                              |                      |                                                  |                           |                      |
| 6 | «Doble juego»                | Mauricio Meneses     | Denisse Pfeiffer                                 | 22 de marzo de 2022       | 0.81                 |
| Reparto: Ignacio Riva Palacio como Aurelio, Isi Rojano como Ismael, Marco Aurelio Nava como Gilberto, César Arturo como Raymundo. |                              |                      |                                                  |                           |                      |
| 7 | «Lúser»                      | Mauricio Meneses     | Pilar Obón                                       | 23 de marzo de 2022       | 0.63                 |
| Reparto: Arturo Valdemar como Paco, Memo Dorantes como Óscar, Alfonso Escobedo como Víctor, Mariel Platt como Azucena, Luis Réne Aguirre como el Jefe, Simone Victoria como Doña Socorro, Benjamín como Chofer de microbús, Rogelio Nieto como Oficinista. |                              |                      |                                                  |                           |                      |
| 8 | «El último deseo»            | Gerardo Gómez Lapena | José Ramón Menéndez                              | 24 de marzo de 2022       | 0.91                 |
| Reparto: David Ponce como El Mojarra, Mario Alberto Monroy como El Sayayin, Daniela Torres como Araceli, Carlos Meza como El Brayan, Fernanda Cerezedo como Jennifer, Darko Nóguez como El Zombi, Ivert Orobio, como El Cabezón, Gabriel Torres como Asaltante. |                              |                      |                                                  |                           |                      |
| 9 | «Alacrán al pecho»           | Gerardo Gómez Lapena | Pilar Obón                                       | 28 de marzo de 2022       | 0.53                 |
| Reparto: Álex Salcedo como Plácido, Ricardo Esquerra como Carmelo, Itari Marta como Ludivina, Enrique Chi como Obdulio, José Juan Núñez como Ferdinando, Jacqueline Toscano como Yoselin, Eduardo Córdoba como Simón, Matías Salazar como Mafioso. |                              |                      |                                                  |                           |                      |
| 10 | «Ser yo»                     | Mauricio Meneses     | Denisse Pfeiffer                                 | 29 de marzo de 2022       | 0.65                 |
| Reparto: Ricardo Reynaud como Armando, Magalli Boysselle como Gloria, Paco Jáuregui como Ricardo, Alejandra Redondo como Carmen, Coral de la Vega como Adela, Edna Alcocer como Margarita, Emiliano Estrada como Armando de joven, Andrea Bentley como Gloria de joven.                                                                                                |                              |                      |                                                  |                           |                      |
| 11 | «Cuando te toca»             | Gerardo Gómez Lapena | Alejandra Urdiain                                | 31 de marzo de 2022       | 0.56                 |
| Reparto: Fabiana Perzabal como la Detective Fernández, Laura de Ita como Chole, Said Reza como Walter, Homero Guerra como Ramón, Julio Gómez como el Oficial Huerta, Gary Rivas como Jefe de policías, Víctor Bonilla como Garry, Luisa Lander como Gloria. |                              |                      |                                                  |                           |                      |
| 12 | «Depredador»                 | Gerardo Gómez Lapena | Pilar Obón                                       | 4 de abril de 2022        | 0.58                 |
| Reparto: Abril Hernández como Ana, Antonio Trejo como el Depredador, Alejandra Briseño como Charo, Giovanni Conconi como Charly, Cameron Elias como Valeria, Jerry Ramos como Jack, Manuel Foyo como Nacho, Joshua Pobell como Sebastián. |                              |                      |                                                  |                           |                      |
| 13 | «Maldición gitana»           | Mauricio Meneses     | Pilar Obón                                       | 5 de abril de 2022        | 0.40                 |
| Reparto: Sergio Ochoa como Braulio, Maribel Fernández «La Pelangocha» como Pelancho, Zamia Fandiño como Covadonga, Jose Carlos Illanes como Policía, Marina Vera como Gitana, Mauricio Galán como Alfredo, Rafael Farias como Javier. |                              |                      |                                                  |                           |                      |
| 14 | «¿Cuánto vale tu vida?»      | Mauricio Meneses     | Denisse Pfeiffer                                 | 6 de abril de 2022        | 0.41                 |
| Reparto: Luyani Carazo como Julián, Emilio Gaitán como Israel, Hernán Romo como Horacio, Eduardo Reza como Erick, Rogelio Montes como Rogelio, Mildred Motta como Rosa, Paola Madrigal como Dora, Audrey Moreno como la Lic. Barrales, Lorenzo Constantini como Jorge, Miguel Berdeja como Aguirre, Abraham Vallejo como Secuestrador.                                 |                              |                      |                                                  |                           |                      |
| 15 | «La banda»                   | Mauricio Meneses     | Socorro González Ocampo Tiosha Borjóquez Chapela | 7 de abril de 2022        | 0.43                 |
| Reparto: Carlos Millet como Clodomiro, Karla Rico como Doña Justina, Manuel Lozán como Pedro, Rafael Gallegos como Ángel, Juan José Guapo como Ulises, Héctor Molina como Gerardo, Bethy Go como Tina, Joana Maurino como Laura. |                              |                      |                                                  |                           |                      |
| 16 | «Me olvidé»                  | Gerardo Gómez Lapena | Socorro González Ocampo                          | 11 de abril de 2022       | 0.47                 |
| Reparto: Fernando Memije como Esteban, Concepción Márquez como Lupe, Heriberto Méndez como Chema, Emmanuel Moráles como Crispín, Erick Velarde como Daniel, Edmundo Velarde como Tadeo, Gabriela Barajas como Carmen, Cristal Uribe como Luisa, Gabriel Estrada como Pancha, Alejandro de la Rosa como Comandante, Gerardo Santinéz como Conductor.                    |                              |                      |                                                  |                           |                      |
| 17 | «Mala racha»                 | Gerardo Gómez Lapena | Denisse Pfeiffer                                 | 12 de abril de 2022       | 0.45                 |
| Reparto: Ana Belén Lander como Regina, Axel Santos como Daniel, Marc Dennis como William, Luis Carlos Muñoz como Tomás, Rodrigo Franco como Conductor, Acoyani Chacón como Maleante, Naly Lacayo como Pasajera, Fausto Casanova como Paramédico. |                              |                      |                                                  |                           |                      |
| 18 | «Romántica sin remedio»      | Mauricio Meneses     | Alejandra Urdiain                                | 13 de abril de 2022       | 0.40                 |
| Reparto: Ximena Alexia como Valentina, Gabriela Puñuelas como Paulina, Alessandro Jaimes como Emilio, Ángel Noé como Robin, Alfredo Horn como Policía, Joshua Guerrero como Chico. |                              |                      |                                                  |                           |                      |
| 19 | «Atrapados»                  | Mauricio Meneses     | Pilar Óbon                                       | 18 de abril de 2022       | 0.46                 |
| Reparto: Mariela Rueda como Abigail, Carlos Orozco Plascencia como el Dr. Quiroz, José Alfaro como Memo, Fer Altuzar como Fany, Nadia Vega como María, Roberto Wohlmuth como Cosme, Roberto Leyva como Blas. |                              |                      |                                                  |                           |                      |
| 20 | «Mi vida sobre ruedas»       | Gerardo Gómez Lapena | Denisse Pfeiffer                                 | 19 de abril de 2022       | 0.39                 |
| Reparto: Aarón Balderi como Rafael, Rodrigo Magaña como Tomás, Lorenzo Narváez como Moisés, Kay Ciani como Mario, Carolina Torres como Amelia, Nara Bermúdez como Doña Josefina, Ílce Arroyo como Juana, Axel Contreras como Niño. |                              |                      |                                                  |                           |                      |
| 21 | «Pirata»                     | Gerardo Gómez Lapena | José Ramón Menéndez                              | 20 de abril de 2022       | 0.35                 |
| Reparto: Adriana Williams como Carolina, Jimena Muñoz como Zaida, Jorge Lemús como Julián, Alan Alarcón como Edgar, Montserrat Ramírez como Mónica, Daniel Ron como Pasajero, Sofía Alejandra como Pasajera. |                              |                      |                                                  |                           |                      |
| 22 | «Escala en Topilejo»         | Gerardo Gómez Lapena | Socorro González Ocampo                          | 21 de abril de 2022       | 0.40                 |
| Reparto: Leonardo Álvarez como Darío, Aleyda Gallardo como Aurelia, Frida Tostado como Luna, Jessica Rotaeche como Chelo, Alejandra Maldonado como Enfermera, Napoleón Glockner como el Lic. Porras, Jesús Ferco como el Dr. Vela, Irving Aranda como Iker. |                              |                      |                                                  |                           |                      |
| 23 | «Al acecho»                  | Mauricio Meneses     | Denisse Pfeiffer                                 | 25 de abril de 2022       | 0.43                 |
| Reparto: Dai Liparoti como Martha, Horacio Colomé como Héctor, Bruno Santamaría como David, Michelle de Ita como Cristina, Mario Díaz Mercado como Fernando. |                              |                      |                                                  |                           |                      |
| 24 | «La perla de la ruta 35»     | Gerardo Gómez Lapena | Alejandra Díaz Barrios                           | 26 de abril de 2022       | 0.48                 |
| Reparto: Alejandra Haydee como Perla, Guillermo Nava como Charlie, Catherine López como Thalía, Marina Vera como Doña Guille, César Mijangos como Gabino, Valentina Nallindo como Janely, Karlo Isaacs como Miguelito, Augusto Granados como Jefe de ruta, Demián Kalach como Ladrón.                                                                                  |                              |                      |                                                  |                           |                      |
| 25 | «Regreso a casa»             | Gerardo Gómez Lapena | Socorro González Ocampo                          | 28 de abril de 2022       | 0.52                 |
| Reparto: Katty Zavala como Rosalía, Arturo Sosa como Josué, Fernando Gaviria como Edgar, Camila Leone como Rosalía, Carolina Contreras como Raquel, Jesús Benavente como el Capitán Bojórquez, César Antulio como Pablo, Aldo Wences como Tobías, Anaid Jímenez como la Madre Remedios, Alejandra Padilla como la Madre Amparo, Patricia Collazo como la Madre Teresa. |                              |                      |                                                  |                           |                      |
| 26 | «El vigilante»               | Mauricio Meneses     | José Ramón Menéndez                              | 2 de mayo de 2022         | 0.50                 |
| Reparto: Michelle Garfias como Zulema, Paola Flores como Lorena, Iván Raday como el Perro, Irving Aranda como el Roñas, Elias Ajit como el oficial García, Arturo Olivares como Policía, César Mijangos como el Serch, Germán Corrubal como el Muñeco, Nancy Rodríguez como Yamilé.                                                                                    |                              |                      |                                                  |                           |                      |
| 27 | «No hables con extraños»     | Gerardo Gómez Lapena | Gustavo Bracco                                   | 3 de mayo de 2022         | 0.49                 |
| Reparto: Daniel Bretón como Samuel, Ingrid Águila como Ingrid, Fernanda Trujillo como Belén, Esteban Franco como Humberto, Amanda Luna como Laura, Cecilia Castro como Sonia, Tomihuatzin como Payaso. |                              |                      |                                                  |                           |                      |
| 28 | «Vania»                      | Mauricio Meneses     | Pilar Óbon                                       | 4 de mayo de 2022         | 0.48                 |
| Reparto: Álex Durán como Joel, Claudia Arce como Alba, Daniela Arrieta como Vania, Ezequiel Cárdenas como Crisanto, Alejandro Pioggo como Walter, Alberto Yáñez como Martínez. |                              |                      |                                                  |                           |                      |
| 29 | «La novia de negro»          | Gerardo Gómez Lapena | Pilar Óbon                                       | 5 de mayo de 2022         | 0.47                 |
| Reparto: Carla Carrillo como Belinda, Sheyla Ferrera como Josefa, Christian de Dios como Leandro, Alberto Cerz como el Güero, Emilio Yael como Paco, Xavier del Valle como Rulfo. |                              |                      |                                                  |                           |                      |
| 30 | «Amor con trampas»           | Gerardo Gómez Lapena | Gustavo Bracco                                   | 9 de mayo de 2022         | 0.45                 |
| Reparto: Francisco Angelini como Renzo Salgado, Karla Bourde como Ivette Ramos, Rosario Zúñiga como Delia, Yamile León como Cata, Maruza Cinta como Nuria, Omar Medina como Hugo. |                              |                      |                                                  |                           |                      |
| 31 | «Laguna Cinco»               | Mauricio Meneses     | Alejandra Urdiain                                | 10 de mayo de 2022        | 0.29                 |
| Reparto: Silvana Garriga como Chabela, Brenda Arrigunaga como Trinity, Bárbara Falconi como Gloria, Sandra Benhumea como Inés Cobre, Elsa Jaimes como Teresita, Rodrigo Ostap como La Araña. |                              |                      |                                                  |                           |                      |
| 32 | «El asesino del Rosario»     | Mauricio Meneses     | Pilar Óbon                                       | 11 de mayo de 2022        | 0.48                 |
| Reparto: Vanessa Acosta como Dana, Rodolfo Valdés como Gabriel, Andrea Aramburo como Addie, Alexandre Barceló como Tony, Luis Yeverino como Daniel, Karla Elizabeth Pérez como Laura. |                              |                      |                                                  |                           |                      |
| 33 | «En el taxi de Choco»        | Gerardo Gómez Lapena | Alejandra Urdiain                                | 12 de mayo de 2022        | 0.39                 |
| Reparto: Ygaell Yadin como Choco, Mariana Ávila como Natalia, Emmanuel Okaury como Daniel, Eva Padro como Laura, Daniela Zamora como Irma, Rodolfo Almada como Don Benito, André Pons como Manuel. |                              |                      |                                                  |                           |                      |
| 34 | «Un giro inesperado»         | Gerardo Gómez Lapena | Denisse Pfeiffer                                 | 16 de mayo de 2022        | 0.35                 |
| Reparto: Susana Diazayas como Alejandra, Adrián Rubio como Ulises, Alberto Trujillo como Tito, Renata del Castillo como Violeta, Alexa Monterrubio como Fabiola. |                              |                      |                                                  |                           |                      |
| 35 | «Los Vengadores del camión»  | Gerardo Gómez Lapena | Alejandra Urdiain                                | 17 de mayo de 2022        | 0.43                 |
| Reparto: Marco Zapata como Adrián, Isabel Bautista como Verónica, Erick Israel Consuelo como Paco, Valeria Russek como Claudia, Cecilia Constantino como Ramona, Javi Bauserman como Mondragón, Pablo de la Rosa como Chango, Valentina López Mata como Eli, Onésimo Barajas como Genaro.                                                                              |                              |                      |                                                  |                           |                      |
| 36 | «Dos mujeres, una ruta»      | Gerardo Gómez Lapena | Alejandra Urdiain                                | 19 de mayo de 2022        | 0.52                 |
| Reparto: Tomás Goros como Aliosán, Fran Meric como Tonantzin / Soraya, Alfredo Huereca como Chava, Maryjo como Mirna, Álex Sarabia como Mesero. |                              |                      |                                                  |                           |                      |
| 37 | «Duplicidad»                 | Gerardo Gómez Lapena | Alejandra Díaz Barrios                           | 23 de mayo de 2022        | 0.59                 |
| Reparto: Alejandra Lazcano como América, Douglas Castillo como Octavio, Esteban Castillo como Artemio, Pilar Ixquic Mata como Doña Fabiana, Alan Martín como Daniel, Fausto Espejel como Mateo, Roberto Ibarra como Don Memo, |                              |                      |                                                  |                           |                      |
| 38 | «Desamores»                  | Mauricio Meneses     | Alejandra Urdiain                                | 24 de mayo de 2022        | 0.46                 |
| Reparto: Andy Chavéz de Moore como Paola, Giovani Florido como Facundo, Julián Soto como Marcos, Carla Arredondo como Karla, Edson Loyo como Tito, Silvia Zepeda como Pepita, Víctor Vargas como Don Toño. |                              |                      |                                                  |                           |                      |
| 39 | «Reto peligroso»             | Gerardo Gómez Lapena | Gustavo Bracco                                   | 25 de mayo de 2022        | 0.40                 |
| Reparto: Orlando Santana como Kevin, Paolo Vargas como Rulo, Manu García como Josué, Daniella Lefaure como Itzel, Irene Arcila como Blanca, Alejandro Faugier como Mendoza, Lety Grey como Marisela. |                              |                      |                                                  |                           |                      |
| 40 | «El pasado siempre vuelve»   | Mauricio Meneses     | Gustavo Bracco                                   | 30 de mayo de 2022        | 0.33                 |
| Reparto: Cinthia Vázquez como Nayeli, Luis David Horné como Yair, Paulina Soto como Elena, Ricardo Hill como Horacio, Meteora Fontana como Sonia, Aldo como Álex, Marian Lorette como Lupita, Edgar Marchena como Armando. |                              |                      |                                                  |                           |                      |
| 41 | «Nunca tomes lo ajeno»       | Mauricio Meneses     | Alejandra Díaz Barrios                           | 31 de mayo de 2022        | 0.30                 |
| Reparto: Miguel Islas como Leonardo / Federico, Sara Cavazos como Renata, Juan Carlos Ramírez como Daniel, Areliz Benel como Samantha, Miguel López Loredo como Enrique, Imay Shaowmei como Irene, Nelly Lacayo como la Lic. Florencia, Darío Cisneros como Secuestrador.                                                                                              |                              |                      |                                                  |                           |                      |
| 42 | «Hilo invisible»             | Gerardo Gómez Lapena | Socorro González Ocampo Karina Cervantes         | 6 de junio de 2022        | 0.38                 |
| Reparto: Sandra Burgos como Amalia, Laura Sotelo como Nestora, Virgilio Delgado como Rubén, Brisa Meza como Alicia, Israel Hernández como Pepe, Estanislao Marín como Rodrigo. |                              |                      |                                                  |                           |                      |
| 43 | «Más allá de mi parada»      | Mauricio Meneses     | Armando García Medina                            | 7 de junio de 2022        | 4.1                  |
| Reparto: Elizabeth Valdés como Marcela, Michelle Betancourt como Raquel, Roberto Tello como Mauro, Gerónimo Espeche como Jairo, Piscila Terrazas como Yolanda, Norma Márquez como Carmen, Luis Felipe como Brayan. |                              |                      |                                                  |                           |                      |
| 44 | «El compromiso»              | Mauricio Meneses     | Denisse Pfeiffer                                 | 8 de junio de 2022        | 0.56                 |
| Reparto: Andrés Giardello como Roberto, Brianda Barajas como Claudia, Rafael Ernesto como Sergio, Analay Rodríguez como Lizbeth, Andrea Méndez como Andrea. |                              |                      |                                                  |                           |                      |
| 45 | «Radio Merengue»             | Mauricio Meneses     | Alejandra Urdiain                                | 9 de junio de 2022        | 0.36                 |
| Reparto: Tizoc Arroyo como Manolo, Daniela Berriel como Violeta, Mayra Rojas como Concha, Andrea Portugal como Amor, Roxana Saucedo como Gabriela, Agustín Casanova como el Jefe de meseros, Mauricio Bonet como Joaquín, Pablo Núñez como Godín, Joan Kuri como Braulio.                                                                                              |                              |                      |                                                  |                           |                      |
| 46 | «Solo para cincuentonas»     | Mauricio Meneses     | Alejandra Urdiain                                | 13 de junio de 2022       | 0.55                 |
| Reparto: María Fernanda García como Melissa, Diana Quijano como Vanesa, Alan Guillén como Silverio, Karla Vanessa como Mística, Jean Paul Tardan como El Gringo. |                              |                      |                                                  |                           |                      |
| 47 | «El susto de mi vida»        | Gerardo Gómez Lapena | Socorro González Ocampo Tiosha Borjóquez Chapela | 15 de junio de 2022       | 0.36                 |
| Reparto: Lucy Toro como Rommy, Enrique Revilla como Séptimo, Bruno Coronel como Domingo, Fernando Banda como Genaro, Adriana Burgos como Matilde, Jorge Escandón como Chuy, Mía Casanova como La Soco, Gali Marce como Norma. |                              |                      |                                                  |                           |                      |
| 48 | «Servicio Oro»               | Gerardo Gómez Lapena | Alejandra Urdiain                                | 16 de junio de 2022       | 0.48                 |
| Reparto: Anabel Ferreira como la Madre superiora, Benilde Montero como Wendy, Minerva Velasco como Elsa, Miguel Jímenez como Federico, Juan Carlos Tavera como Polícia, Nagibe Abbud como Azucena. |                              |                      |                                                  |                           |                      |
| 49 | «La venganza de Moctezuma»   | Gerardo Gómez Lapena | José Ramón Menéndez                              | 20 de junio de 2022       | 0.42                 |
| Reparto: Enrique de la Riva como Kalimán, Kevin Holt como William «El Gringo», Vladimir Rivera como El Diablito, Dana Karvelas como Talismán, Samantha Orozco como Wendy Brisia, Erick Tejeda como Super Lobo. |                              |                      |                                                  |                           |                      |
| 50 | «Sin rumbo»                  | Mauricio Meneses     | Pilar Obón                                       | 21 de junio de 2022       | 0.42                 |
| Reparto: Sofía Fausto como Mariela, Paco García como Nacho, Nando Estevané Jr. como Pepe, Alejandro Pineda como Brian, Omar Baduy como Armando, Alejandro Raffel como Manolo. |                              |                      |                                                  |                           |                      |
| 51 | «Dos desconocidos»           | Mauricio Meneses     | Pilar Obón                                       | 22 de junio de 2022       | 0.30                 |
| Reparto: Mariana Huerdo como Liz, David López como Tony, Roberto Mares como Remigio, Luz María Ivanova como Sandra, Jefferson Rubiano como Raúl, León Pablo como Sergio, Alejandra Hera como Doña Meche. |                              |                      |                                                  |                           |                      |
| 52 | «Dinamita en el camión»      | Gerardo Gómez Lapena | Alejandra Urdiain                                | 23 de junio de 2022       | 0.34                 |
| Reparto: Armando Durán como Wifi, Alejandra Herrera como Danger, Leslie Apodaca como Bellaloca, Tania Niebla como Bichota, Isabella Navarrete como Chispa de Sol, Luis Gerardo León como Don Tata, Alberto Juárez como Paco. |                              |                      |                                                  |                           |                      |
| 53 | «El Cuerno»                  | Gerardo Gómez Lapena | Alejandra Urdiain                                | 27 de junio de 2022       | 0.46                 |
| Reparto: Juan Pablo Espericueta como Dino, Ana Paulina Castell como Úrsula de Hielo, Mickey Mendoza como Cristo, Marcela Feregrino como Lupita, Victor Hugo Villanueva como Charlie, Kimberly Evans como Janet, Gabriel Díaz Cerecedo como Manuel, Gabriela Marcos como Samara, José Juan de la O como Ismael.                                                         |                              |                      |                                                  |                           |                      |
| 54 | «El camino a tu corazón»     | Mauricio Meneses     | Alejandra Díaz Barrios                           | 28 de junio de 2022       | 0.33                 |
| Reparto: Andrés León como Mateo, Mar Estévez como Alana, Lily Morett como Camila, Damián Vega como Don Claudio, Yanet Sedano como Marina, Valentina Cookingham como Clara, Hilbert Lara como Patricio, Carlos Ageri como Diego, Miguel Revelo como Ángel. |                              |                      |                                                  |                           |                      |
| 55 | «El trole del último adiós»  | Mauricio Meneses     | Alejandra Urdiain                                | 29 de junio de 2022       | 0.31                 |
| Reparto: Marco Treviño como Eufra, Ernesto Álvarez como Ray, David Chavira como El Gato, Viridiana Monteagudo como Miri, Montserrat Aliaga como Diana, Martha Cecilia Peza como Julia, Talía Marcela como Lucrecia. |                              |                      |                                                  |                           |                      |
| 56 | «Lucha por la ruta»          | Gerardo Gómez Lapena | Armando García Medina                            | 30 de junio de 2022       | 0.44                 |
| Reparto: Javier Escobar como Roque, Óscar Zamanillo como Genaro, Linda Galván como Isabel, José Alfaro como Augusto, Álex García como Damián, César Portilla como Miguel, Valeria López Bahena como Karen. |                              |                      |                                                  |                           |                      |
| 57 | «Cosas del destino»          | Mauricio Meneses     | Denisse Pfeiffer                                 | 4 de julio de 2022        | 0.44                 |
| Reparto: Octavio Michel Grau como Salvador, Lorena del Castillo como Valeria, José Ramón Berganza como Lalo, Iker García como Adrián, Gaby Mezone como Cecilia, Fernando Manzano como Hugo, Iván Cortés como Lucio. |                              |                      |                                                  |                           |                      |
| 58 | «El atraco»                  | Gerardo Gómez Lapena | Denisse Pfeiffer                                 | 5 de julio de 2022        | 0.40                 |
| Reparto: David Medel como Luis Manrique, Iván Rafael como Ronaldo, Vitter Lejia como Javier, Isaac Bravo como Saúl, Nacho Tápia como Simón Gutiérrez, Juan José Pucheta como el Capitán Robles, Guillermo Gil como Chofer. |                              |                      |                                                  |                           |                      |
| 59 | «Dulce venganza»             | Gerardo Gómez Lapena | Armando García Medina                            | 6 de julio de 2022        | 0.47                 |
| Reparto: Said Sandoval como El Sayayin, Moisés Suárez como El Aguaslocas, Daniela Torres como Aracely, Fernanda Cerecedo como Jennifer, Vicente Ferrer como el Lic. Orzuela, Salvador Álvarez como el Oficial Irineo, Carlos Ramírez Ruelas como el Oficial Lisandro.                                                                                                  |                              |                      |                                                  |                           |                      |
| 60 | «Una jornada muy productiva» | Gerardo Gómez Lapena | Gustavo Bracco                                   | 7 de julio de 2022        | 0.39                 |
| Reparto: Mayra Sierra como Diana, Renata Manterola como Sabrina, Carlos Phols como Issac, Fernando Manzano como Sergio, Lauro Morales como Pablo, Perla Encinas como Marcela, Alejandro Ainslie como Ulises. |                              |                      |                                                  |                           |                      |